# Полярен буревестник
Полярният буревестник (Fulmarus glacialis) е вид птица от семейство Буревестникови (Procellariidae).

## Общи сведения
Той има планиращ полет с редки махове, с широко разтворени встранни крила се носи (рее се) по вятъра, като се извисява и спуска с удивителна ловкост. Достигат дължина до 48 cm.

## Разпространение
Северните части на Тихия океан, Северен Атлантически океан.

## Начин на живот и хранене
Гнезди на колонии на скалите по крайбрежията и по усамотени острови.

## Размножаване
Мъжкият и женската се редуват в мътенето, а след това хранят млаките си с повърната, полусмляна храна.